# Булискерия, Калистрат Бадраевич
Калистрат Бадраевич Булискерия (1915 год, село Окуми, Сухумский округ, Кутаисская губерния, Российская империя — 3 июля 1967 года, село Окуми, Гальский район, Абхазская АССР, Грузинская ССР) — бригадир колхоза имени Ленина Окумского сельсовета Гальского района Абхазской АССР, Грузинская ССР. Герой Социалистического Труда (1949).
Муж Героя Социалистического Труда Любы Сикоевны Булискерии и старший брат Героя Социалистического Труда Имены Бадраевны Булискерии.

## Биография
Родился в 1915 году в крестьянской семье в селе Окуми Сухумского округа.
С 1930-х годов трудился рядовым колхозником, бригадиром чаеводческой бригады в колхозе имени Ленина Окумского сельсовета Гальского района.
В 1948 году бригада под его руководством собрала в среднем с каждого гектара по 7732,5 килограмма сортового зелёного чайного листа на участке площадью 6 гектаров. Указом Президиума Верховного Совета СССР от 29 августа 1949 года удостоен звания Героя Социалистического Труда за «получение высоких урожаев сортового зелёного чайного листа и цитрусовых плодов в 1948 году» с вручением ордена Ленина и золотой медали «Серп и Молот» (№ 4483).
Этим же Указом званием Героя Социалистического Труда были награждены председатель колхоза имени Ленина Окумского сельсовета Георгий Гуджаевич Джгубурия, агроном Кирилл Твириевич Самушия, звеньевые Лаисо Герасимовна Булискерия, Сарамида Розановна Джумутия, колхозницы Дзика Дзикуевна Ахвледиани, Жити Несторовна Булискерия, Имена Бадраевна Булискерия, Люба Сикоевна Булискерия и Ала Датуевна Шаматава.
После выхода на пенсию проживал в родном селе Окуми. Умер в 1967 году.
Награды
- Герой Социалистического Труда
- Орден Ленина (1949)
- Медаль «За оборону Кавказа» (01.05.1944)